# 公女の肖像 (ピサネッロ)
『公女の肖像』（こうじょのしょうぞう、伊: Ritratto di principessa estense、仏: Portrait d'une princesse d'Este）は、イタリアの後期ゴシックの画家、ピサネッロに帰属される板上のテンペラ画である。おそらく、1435年から1445年の間に制作された。『エステ家の公女の肖像』としても知られている。ピサネロに確実に帰属されているのは、様式的な特徴によるものだけではなく、画家がその時期にフェラーラに滞在しており、レオネッロ・デステ侯爵の肖像と記念メダルも制作したからである。
たくさんの蝶やオダマキの花を背景に、公女が横顔で描かれている。公女の眉の近くにいる蝶（ヨーロッパアカタテハのようである）は、魂の象徴である。
本作は現在、フランスのパリにあるルーヴル美術館に収蔵されている。

## 歴史
作品は、1860年にドイツ領事のフェリックス・バンベルクが購入した時に、最初におおやけとなった。 1893年に、ルーヴル美術館は、シャルル・ピカールから作品を30000フランで取得した。
制作者の画家が誰であるかについては、ずっと何ら疑念は持たれていなかった。しかし、モデルの身元は謎のままである。肖像画は非常に若い女性を表しており、少女以外ではありえない。蝶、ナデシコ、オダマキの花が散りばめられた緑の背景に、横顔の輪郭がはっきりと描写されている。少女の髪は、ルネサンス期のイタリアで理想美とされた、縦に長く、丸い感じの額に見えるように整えられている。この時代の女性は、眉や生え際の髪を頻繁に抜き、顔からしっかりと髪を後退させて、当時の理想美を強調したのである。
モデルを特定化するための唯一の確固たる根拠は、両側に把手のある花瓶を表す、エステ家の紋章が少女の袖に刺繍されていることである。この紋章はまた、ピサネッロがデザインした、リオネッロ・デステのメダルの裏側にも見いだされる。したがって、本作をエステ家のさまざまな公女と結び付ける試みがなされてきた。ピサネッロはエステ家に雇われた芸術家の一人であり、フェラーラに何度か滞在し、スキファノイア宮殿の部屋の装飾に携わった。
マルゲリータ・ゴンザーガ（1439年没）は、モデルの可能性のある一人かもしれない。レオネッロ・デステの妻であり、本作が1433年の結婚時に描かれた可能性がある。また、服の袖にイブキ（イタリア語で「ジネヴラ」）の小枝があるため、初々しく、若い顔は、ジネヴラ・デステとする見方もあるが、イブキの小枝は単に幸福の象徴であったので、名前にかけた言葉遊びではないのかもしれない。ジネヴラは、シジスモンド・パンドルフォ・マラテスタの姪であり、同時に不幸な妻でもあったが、シジスモンドは、ロマーニャ地方を火と武器にさらし、イソッタ・デッリ・アッティとの恥知らずな関係は、時代のスキャンダルであった。それでも、リミニにテンピオ・マラテスティアーノを建設するように博学者であったレオン・バッティスタ・アルベルティに依頼したのはマラテスタであった。マラテスタは、妻が22歳であった1440年に妻を毒殺した。肖像画の女性は、ゴンザーガ家の公女である可能性も示唆されている。おそらくベアトリーチェ、マルゲリータ、またはピサネロもメダルに描いた、教養のあるチェチリア（右の画像を参照）であったのかもしれない。

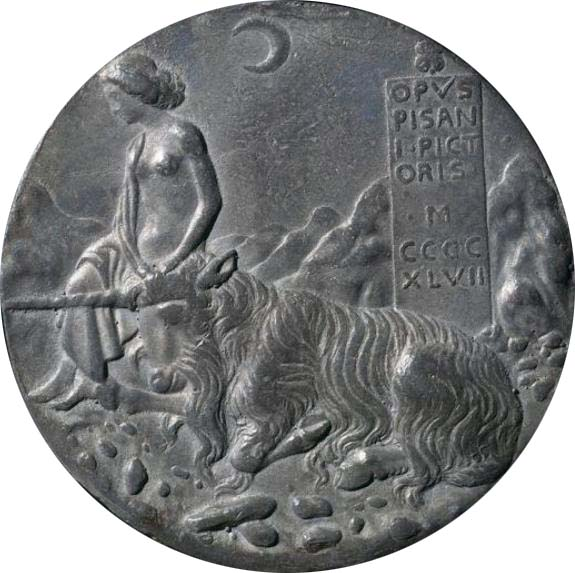
チェチリア・ゴンザーガ（表側）、月明かりに照らされた風景の中の『無垢』とユニコーン（裏側）、ピサネッロ（1447）